# Rafael Calleja Gómez
Rafael Calleja Gómez (Burgos, 21 de octubre de 1870-Madrid, 11 de febrero de 1938) compositor y director, exponente del teatro lírico español, autor de zarzuelas, género chico y revista.

## Biografía
Su educación musical se inició en la escuela de música de la catedral de Burgos. Se trasladó a trabajar y vivir a Madrid en 1884, a la edad de trece años, allí acudía al conservatorio a la vez que trabajaba tocando el piano en cafés de la capital. Su expediente académico le concede diversos galardones y el premio de poder dirigir orquestas a los dieciocho años.  A lo largo de su carrera publicó más de 300 obras musicales con las que recorrió medio mundo. Además de músico fue empresario artístico dirigiendo varios teatros de Madrid, entre los que destaca el Teatro Real de Madrid, entablando amistad con el compositor José María Alvira, y el del teatro de la Zarzuela, del que fue su propietario y director hasta su muerte, continuando su labor en este teatro su hijo Rafael Calleja Correa hasta su venta a la SGAE en los años 1950. Siempre destacó por el amor que tenía a su ciudad natal, Burgos, de cuyo Himno a Burgos es autor. Además es autor del Himno a Briviesca. Murió el 11 de febrero de 1938 en Madrid y fue enterrado en Burgos más tarde.
El 16 de junio de 1899 junto con Ruperto Chapí, Sinesio Delgado, Carlos Arniches, Salvador Videgain Gómez y otros artistas, funda la Sociedad de Autores Españoles, antecesora de la Sociedad General de Autores y Editores (SGAE).

## Obras
Entre algunas de sus zarzuelas más conocidas podemos citar:
- Paso al ataque (1893)
- El rey del valor (1895)
- El respetable público (1895)
- Se suplica asistencia", 1895.
- Los presupuestos de Villapierde, en colaboración con Vicente Lleó (1899)
- Venus salón, en colaboración con Vicente Lleó (1899)
- Lucha de clases, con el seudónimo de Eladio Montero. 1900.
- Sandias y melones, con el seudónimo de Eladio Montero. 1900.
- Jilguero Chico (1900)
- Los monigotes del chico, en colaboración con Tomás Barrera Saavedra (1901)
- El trágala (1902)
- Jaleo nacional, 1902.
- Gazpacho andaluz, en colaboración con Vicente Lleó (1902)
- El mozo Crúo, en colaboración con Vicente Lleó (1903)
- Inés de Castro o reinar después de morir, en colaboración con Vicente Lleó (1903)
- Copito de nieve, en colaboración con Vicente Lleó (1903)
- Los hijos del mar, en colaboración con Vicente Lleó (1903)
- Los presupuestos de Villaverde (1903)
- El Famoso Colirón, en colaboración con Vicente Lleó (1903)
- La vendimia, en colaboración con Amadeo Vives. 1904.
- Emigrantes en colaboración con Tomás Barrera Saavedra (1905)
- El iluso Cañizares, en colaboración con Joaquín Valverde Sanjuan (1905).
- La mulata, en colaboración con Joaquín Valverde Sanjuan y Vicente Lleó. 1905.
- El Ratón", 1906.
- Venus Kursaal, en colaboración con Vicente Lleó (1906)
- Orden del Rey, 1906.
- El noble amigo, en colaboración con Joaquín Valverde Sanjuan (1906).
- La manzana de oro, en colaboración con Tomás Barrera Saavedra (1906)
- La diosa del placer, 1907
- El pipiolo, 1907.
- La Arabia feliz, 1907.
- El señorito, 1907.
- El chato de Albaicín, 1907.
- Caza de almas, 1908.
- Las Bribonas (1908)
- El banco del Retiro, 1908.
- Los niños de Tetuán, en colaboración con Tomás López Torregrosa 1908.
- Hasta la vuelta, 1908.
- La ilustre fregona, 1908.
- La muñeca ideal, 1908.
- Los ojos negros, 1908.
- Yo gallardo y calavera, 1908.
- El rincón de la alegría, 1909.
- El Dios del éxito, 1909.
- Las lindas perras, en colaboración con Pablo Luna. (1909)
- Los holgazanes, 1910.
- El poeta de la vida, 1910.
- El amo de la calle (1910)
- El país de las hadas, 1910.
- La perla del harén, 1910.
- Mano de santo, 1910.
- Por peteneras, 1911.
- Amor Bohemio, 1911
- La suerte de Isabelita, en colaboración con Gerónimo Giménez. 1911.
- El chico del cafetín, 1911.
- La Tierra del Sol, 1911.
- El reloj de arena, 1911.
- La mujer romántica, 1911.
- Las dos reinas, en colaboración con Tomás Barrera. 1911.
- S.M. El couplét, 1911.
- La cocina, 1912.
- La Romérito, 1912.
- Las mujeres de Don Juan, 1912.
- La familia real, 1912.
- La reina del Albaicín, 1912.
- Lances de amo y criado, 1912.
- El diablo en coche, 1912.
- El nuevo testamento, 1913.
- La corte del porvenir,1913.
- La pirula, 1913
- La piedra azul, 1913
- La Romántica, 1914.
- La Socorrito, en colaboración con Tomás Barrera. 1914.
- Los Dioses del día, 1914.
- El entierro de la sardina, 1915.
- La estrella del Olympia, 1915.
- El tinglado de la farsa, 1916.
- Los novios de las Chachas, 1917.
- La araña azul, en colaboración con Luis Foglietti Alberola. 1918.
- Los alegres maridos de Maxim's. 1918.
- El AS, 1919.
- La Flor del barrio, 1919.
- Las Mariscalas", 1923.
- Carmina la Caseruca o Cantares de la Montaña (1924)
- Lluvia de estrellas, 1926.
- El viajante en cueros, en colaboración con Ernesto Pérez Rosillo. 1928.
- El niño me retira, 1929.
- La ventera de Alcalá, en colaboración con Pablo Luna. (1929)
- El debut de la Patro, 1932.
- Carita de Emperaora, 1932.

Rafael Calleja Gómez también compuso algunas canciones populares, tales como:
- Cantos de la Montaña, colección de canciones populares de la provincia de Santander. (1901)

Suite sinfónica:
- Escenas Montañesas (1900).

Rafael Calleja fue un autor conocedor del folclore de la región cántabra, fue quien armonizó la colección de canciones populares editada tras la celebración de la Fiesta Montañesa de 1900, y el ganador del concurso de composición que convocó el orfeón Cantabria con motivo de dicha fiesta.